# 布伦丹·威廉斯
布伦丹·威廉斯（英語：Brendan Williams，1978年5月21日—），澳大利亚男子橄榄球运动员。他曾代表澳大利亚七人制国家队参加1998年和2006年英联邦运动会七人制橄榄球比赛，获得一枚铜牌。